# Aleochara castaneipennis
Aleochara castaneipennis är en skalbaggsart som beskrevs av Mannerheim 1843. Aleochara castaneipennis ingår i släktet Aleochara och familjen kortvingar. Inga underarter finns listade i Catalogue of Life.